# Língua limba
O limba ou hulimba, é uma antiga língua atlântico-congolesa de Serra Leoa. Não está intimamente relacionada com outras línguas e parece formar o seu próprio ramo dentre das línguas nigero-congolesas. Os dialetos incluem "Tonko, Sela, Kamuke" (ou "Ke"), "Wara-wara, Keleng, Biriwa" e "Safroko". A variedade oriental, falada primariamente na Guiné, é bastante distinta. O Limba tem um sistema de classe de substantivo, marcado por um conjunto de prefixos antigos e erodidos aumentados por um conjunto mais novo de enclítico.

## Escrita
A língua Limba usa uma forma do alfabeto latino sem as letras J, Q, R, V, X, Z. Usam-se formas adicionais como Ɛ, Ñ, Ŋ, Ọ.

## Fonologia
Como a vizinha língua Temne, o Limba apresenta um contraste incomum entre suas consoantes. Distingue as  dentais e alveolares, mas as consoantes dentais são apicais e as alveolares são laminais, o que é oposto do padrão geral.

## Gramática

### Classes de substantivos
Classes de substantivo distinguem-se pela forma do artigo definido (partícula de classe), a qual segue o substantivo e às vezes pode ser um prefixo. As seguintes classes podem ser aproximadamente deduzidas nos exemplos apresentados por Mary Lane Clarke:
A. Pessoas
- Exemplos:
- Wukọnọ wo – pessoa Kono;
- sapiri wo – pé de cabra;
- kaň wo – o sol

Artigo definido (segue o substantivo): wo; pronome ("ele, ela" como sujeito): wunde, wun
B. Pessoas
- Exemplos:
- Bikọnọ be -  pessoa Kono;
- sapiriň be – pé de cabra
- bia be – pessoas, ancestrais

Def. art.: be; pronome: bende, ben
C. Language Class
- Exemplos:
- Hukọnọ ha - the Kono language;
- hutori ha - toe

Art. Def. : ha; pronome: -?- (presumivelmente isto é neutro de acordo com a classe, e assim por diante através das classes neutras)
D. Country Class
- Exemplos:
- Kakọnọ ka – terra dos Konos

Art. Def. : ka
E. Bodkins Class
- Exemplos:
- tatọli ta - punhal;
- tatori ta – dedo do pé

Art. Def. : ta
F. Cascatas
- Exemplos:
- kutintọ ko - cascata;
- kekeň ko - país;
- kutiň ko – cão:

Art. Def. : ko
G. Cães, plurais de F.
- Exemplos:
- ňatintọ ňa - cascatas;
- ňakeň ňa – países:
- ňatiň ňa – cães:

Art. Def. : ňa
H. Chegada
- Exemplos:
- matebeň ma - calma;
- matalaň ma - chegadal;
- masandiň ma – agulha;

Art. Def. : ma
I.Agulha, plurais de H.
- Exemplos:
- masandi ma - agulhas;
- matubucuciň ma - sinais;
- mendeň ma – dias, sonos

Art. Def. : ma
J. Inhames
- Exemplos:
- ndamba ki - inhame;
- nbēn ki (o b é um " breprimido") - bracelete;
- nkala ki - vine

Art. Def. : ki
K. Bracelets Class, plurais de J.
- Exemplos:
- ndambeň ki - inhama;
- nbēni ki ("como acima") - bracelete;
- nbuliň ki (o mesmo com "b abafado") – pipa, papagaio

Art. Def. : ki
L. Carne
- Exemplos:
- piňkari ba – armas, mosquetes;
- bọňa ba (bọňa has “b abafado”, as above) - path, way;
- bara ba - meat, flesh

Art. Def. : ba
M. Caixas, plurais de L.
- Exemplos:
- piňkariň ba - armas, mosquetes;
- bọňeň ba (bọňeň also has “b abafado”) - caminhos;
- kankaren ba – caixas, baús

Art. Def. : ba
N. Fios 
- Exemplos:
- mulufu mu – fio, trama;
- muceňi mu - sofrimento;
- mufukeki mu - ventiladorn

Art. Def. : mu
O. Ondas
- Exemplos:
- muňkuliň mu - ondas;
- mudọňiň mu - habitações

Art. Def. : mu
P. Frutos de Kusini
- Exemplos:
- busini bu - Frutos de árvore Kusini

Art. Def. : bu
Q. A Classe com artigo definido wu
- Exemplos: - ? -

Outros substantivos, incluindo nomes de quantidades, não recebem nenhum artigo. Talvez esses não apresentem classes:
- Exemplos:
- Alukorana Alcorão;
- disa – franja, xale;
- duba - tinta (de Mandingo);
- kameci - tarde, arroz marrom

## Amostra de texto
Biya-mɛti fooma be kiyo ka kuyankaŋ iŋ kasɛmbɛ mɛnɛ in ka yiki. Bindɛ kiŋ ba niyɔ in masimɔkɔ, maka yiina wo ka hu wɛndi yande.
Português
Todos os seres humanos nascem livres e iguais em dignidade e direitos. Eles são dotados de razão e consciência e devem agir em relação uns aos outros em espírito de fraternidade.
(Artigo 1 da Declaração Universal dos Direitos Humanos)